# Oligia brunnescens
Oligia brunnescens là một loài bướm đêm trong họ Noctuidae.